# Rajd Śląska

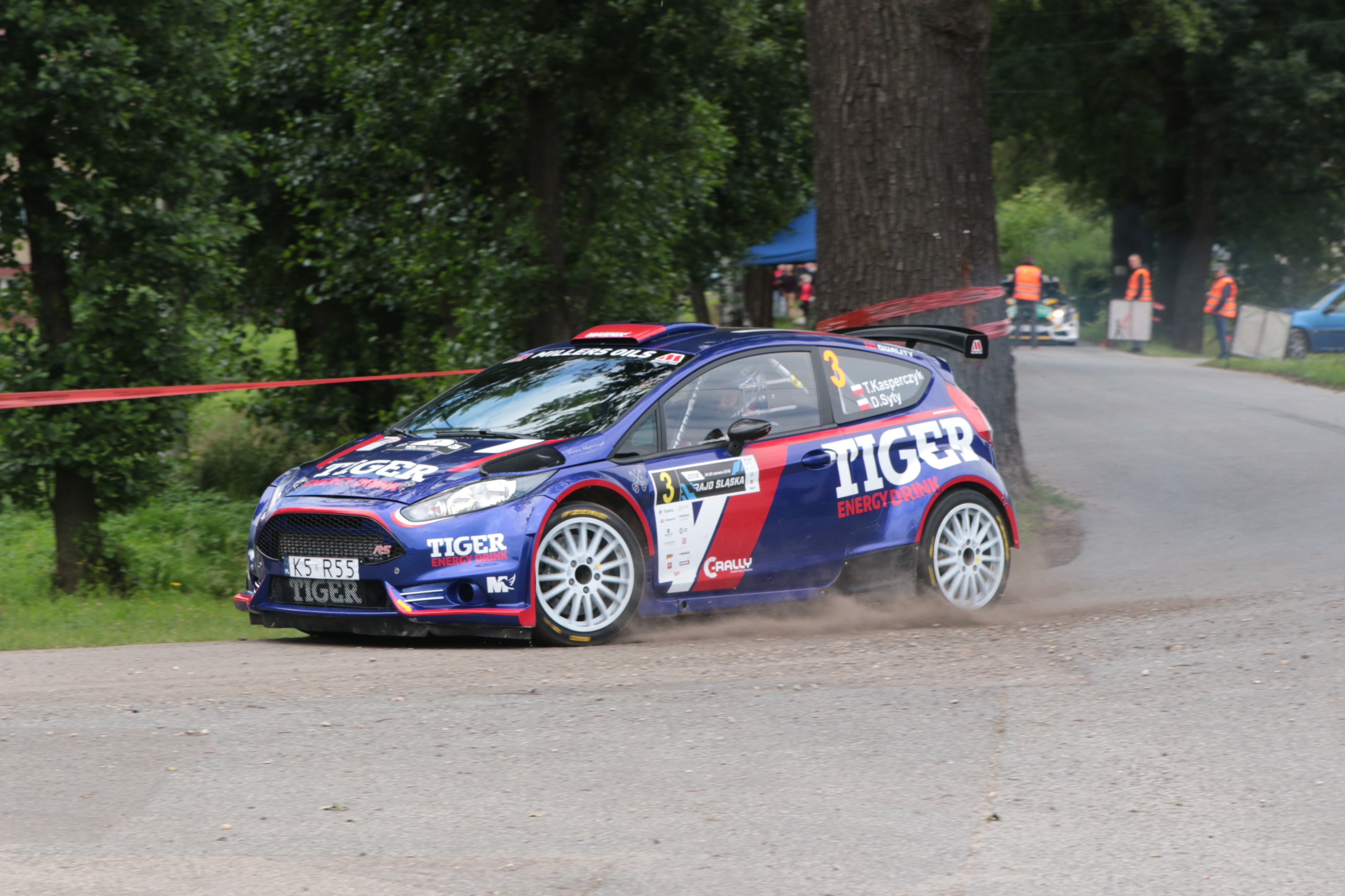
Dwukrotny tryumfator Rajdu Śląska Tomasz Kasperczyk (2018)

Rajd Śląska – polski rajd samochodowy istniejący od 2012 roku, runda Rajdowych samochodowych mistrzostw Polski i Rajdowych Samochodowych Mistrzostw Śląska.

## Historia
Rajd Śląski jest kontynuacją Rajdu Mikołowskiego i Rajdu Mikołowsko-Żorskiego, które rozgrywane były w ramach Rajdowych Samochodowych Mistrzostw Śląska. Pierwsza edycja tego rajdu odbyła się w roku 2012.

## Zwycięzcy[1]
| Rok  | Nazwa rajdu               | Kierowca           | Pilot                | Samochód               | Kategoria   |
| ---- | ------------------------- | ------------------ | -------------------- | ---------------------- | ----------- |
| 2012 | 1. Rajd Mikołowski        | Tomasz Smorawiński | Paweł Wiśniewski     | BMW 318 iS E30         | RSMŚl       |
| 2013 | 2. Rajd Mikołowski        | Bartłomiej Grzybek | Kamil Suma           | Honda Civic Type-R     | RSMŚl       |
| 2014 | 3. Rajd Mikołowski        | Piotr Baran        | Michał Paciej        | Honda Civic i-VT       | RSMŚl       |
| 2015 | 4. Rajd Mikołowski        | Szymon Cieślak     | Paweł Pochroń        | Honda Civic Type-R     | RSMŚl       |
| 2016 | 5. Rajd Mikołowsko-Żorski | Tomasz Sztwiertnia | Krzysztof Pietruszka | Citroen Saxo           | RSMŚl       |
| 2017 | 1. Rajd Śląska            | Tomasz Kasperczyk  | Damian Syty          | Ford Fiesta R5         | RSMP        |
| 2018 | 2. Rajd Śląska            | Tomasz Kasperczyk  | Damian Syty          | Ford Fiesta R5         | RSMP        |
| 2019 | 3. Rajd Śląska            | Mikołaj Marczyk    | Szymon Gospodarczyk  | Škoda Fabia R5         | RSMP        |
| 2020 | 4. Rajd Śląska            | Jari Huttunen      | Mikko Lukka          | Hyundai i20 R5         | RSMP, RSMŚl |
| 2021 | 5. Rajd Śląska            | Mikołaj Marczyk    | Szymon Gospodarczyk  | Škoda Fabia Rally2 evo | RSMP, RSMŚl |
| 2022 | 6. Rajd Śląska            | Grzegorz Grzyb     | Adam Binięda         | Škoda Fabia Rally2 evo | RSMP, RSMŚl |
| 2023 | 7. Rajd Śląska            | Kacper Wróblewski  | Jakub Wróbel         | Škoda Fabia Rally2 evo | RSMP        |
| 2024 | 8. Rajd Śląska            | Andrea Mabellini   | Virginia Lenzi       | Škoda Fabia RS Rally2  | RSMP, ERC   |

- RSMŚl – Rajdowe Samochodowe Mistrzostwa Śląska
- RSMP – Rajdowe Samochodowe Mistrzostwa Polski
- ERC – Rajdowe Mistrzostwa Europy